# Wolne Państwo Irlandzkie na Igrzyskach Imperium Brytyjskiego 1934
Wolne Państwo Irlandzkie wystartowało na igrzyskach Imperium Brytyjskiego w 1934 roku w Londynie jako jedna z 16 reprezentacji. Była to druga edycja tej imprezy sportowej oraz pierwszy start Irlandczyków z południowych hrabstw jako oddzielna reprezentacja. Cztery lata wcześniej, razem z Irlandią Północną startowali jako reprezentacja całej Irlandii. Reprezentacja nie zdobyła żadnych medali.